# Lisovčiki
Lisovčiki (poljsko lisowczycy, rusko лисовчики, latinizirano: lisovčiki), znani tudi kot izgubljenci (poljsko straceńcy) in elearži (poljsko chorągiew elearska) so bili v zgodnjem 17. stoletju pripadniki iregularnih enot poljsko-litovske lahke konjenice. Sodelovali so v številnih bitkah po Evropi. Zgodovinski zapisi iz tistega obdobja jih opisujejo kot izjemno okretne, bojevite in krvoločne. Njihovo število se je s časom spreminjalo, od nekaj sto do več tisoč. 
Izvor lisovčikov je mogoče iskati v konfederaciji, obliki pollegalnega upora kraljevih vojaških enot v Kraljevini Poljski in nato v Republiki obeh narodov, ki jo je okoli leta 1604 organiziral Aleksander Józef Lisowski. Moč in slava teh enot sta se začela krepiti nekaj let kasneje, ko so bile iregularne enote Lisowskega vključene v vojsko, ki se je vojskovala v Moskovski veliki kneževini. Lisovčiki niso prejemali uradne plače. Namesto tega jim je bilo dovoljeno pleniti in ropati, kakor so želeli. Zanašali so se na svojo hitrost in se borili brez taborov ter se oskrbovali iz dežel, skozi katere so se premikali. Civilisti so se jih bali in jih prezirali povsod, kamor so prišli. Zaradi številnih grozodejstev, ki so jih storili - ropanja, posilstva, umori in drugi zločini, so si pridobili dvomljivo slavo. Nasprotniki so jih zaradi njihovih vojaških sposobnosti nejevoljno spoštovali. Niso se obotavljali pleniti niti v svoji domovini, kjer so oplenili na primer Rakovsko akademijo univerze poljskih bratov. Takšna dejanja so bila eden od razlogov, da jih je vladar Republike obeh narodov Sigismund III. Vasa poskušal držati čim dlje od svojega kraljestva. 
Lisovčiki so sodelovali v številnih spopadih, tudi v poljsko–moskovski vojni (1605–1618). Njihova dejanja v tej vojni v celoti pojasnjuje napis na zloglasnem plakatu v Zagorsku: »Tri kuge: tifus, Tatari in Poljaki.« V bitki na Beli gori, prvi v tridesetletni vojni, so bistveno prispevali k prekinitvi transilvanskega obleganja Dunaja in porazu Češke. Dokončno razpuščeni so bili leta 1635. 
Poročilo o podvigih lisovčikov je napisal njihov kaplan Wojciech Dembołęcki v Przewagi Elearów polskich co ich niegdy Lisowczykami zwano (1619–1623) (Dejanja poljskih elearjev, nekoč znanih kot lisovčiki (1619–1623)). 

## Prolog: konfederacija
Leta 1604, med zgodnjo fazo poljsko-švedske vojne, Sejmu (parlamentu) Republike obeh narodov ni uspelo zbrati denarja za plačilo svojih vojakov, ki so se borili v Livoniji proti Švedom. Eden od voditeljev konfederacije, dela vojske, ki se je uprla in se odločila pobrati svoje neporavnane plače z ropanjem lokalnih civilistov, je postal Aleksander Józef Lisowski. Vojakov pri tem ni zanimalo, ali so prisegli zvestobo Republiki obeh narodov ali Švedski. Dejanja so razjezila velikega hetmana Litve Jana Karola Chodkiewicza in povzročila prepoved vstopa Lisowskemu v Republiko obeh narodov. Za zaustavitev upornikov je bilo storjenega zelo malo. Lisowski s svojimi privrženci se je kmalu zatem pridružil sandomierskemu uporu proti absolutističnim težnjam kralja Sigismunda III.

## Poljsko-ruska vojna (dimitrijada, 1605–1618)
Po porazu uporniških sil v bitki pri Guzowu se je usoda Lisowskega obrnila na slabše in postal je persona non grata v večini Republike obeh narodov in bil prisiljen poiskati zatočišče pri močni družini Radziwiłł. Medtem se je v Moskoviji začenjalo obdobje težav in Lisowski ni izpustil priložnosti, da bi ga ne izkoristil, kot so to storili že mnogi drugi lokalni magnati in plemiči. Lisowski se je odločil, da bo imel največ koristi, če bo podprl Lažnega Dimitrija II., pretendenta na ruski prestol.
Leta 1608 je skupaj z Aleksandrom Kleczkowskim, ki je vodil svojo vojsko  – skupino nekaj sto raztrganih pustolovcev, predvsem Poljakov, pa tudi Litovcev in Rusinov – premagal vojsko carja Vasilija Šujskega pod poveljstvom Zaharija Ljapunova in Ivana Hovanskega, zavzel Mihajlov in Kolomno ter nadaljevali z blokado Moskve. Kmalu zatem je bil poražen in izgubil večino svojega plena. Reorganiziral je vojsko in se združil z Janom Piotrom Sapieho, obegal Trojiški samostan sv. Sergija, vendar ga ni uspel osvojiti. Umaknil se je v okolico Rakhmanceva in začel leta 1608-1609 uspešno pleniti v Kostromi, Soligaliču in nekaterih drugih mestih. Leta 1610 je zavzel Pskov in se med ingrijsko vojno spopadel s Švedi, ki so delovali v Moskoviji. 
Vojkaki Lisowskega so igrali bistveno vlogo pri obrambi Smolenska leta 1612, ko se je večina redne vojske Republike obeh narodov uprla in pridružila Rohatinski konfederaciji. Naslednja tri leta so bile sile Lisowskega pomembne pri varovanju meje Republike pred vdori Moskovije. 
Leta 1615 je Lisowski zbral veliko razbojnikov in vdrl v Moskovijo s 6 četami konjenice. Oblegal je Brjansk in premagal moskovsko vojsko nekaj tisoč vojakov pod knezom Jurijem Šahovskim, ki je prihajala na pomoč oblegancem. Premagal je tudi moskovsko predhodnico, pod poveljstvom kneza Dmitrija Požarskega, nekajkrat večjo od njegove vojske. Lisowski je nato prekinil stik z drugimi silami, požgal Beljov in Lihvin, zavzel Peremišl, se obrnil proti severu, porazil moskovsko vojsko pri Rževu, se obrnil proti obali Karskega morja, nato proti Kašinu, požgal Toržok in se vrnil v Republiko obeh narodov brez odpora moskovskih sil. Do jeseni 1616 so Lisowski in njegove sile ostali na meji Republike z Moskovijo, potem pa je Lisowski nenadoma zbolel in 11. oktobra umrl. 

## Vojaki Lisowskega v severni Rusiji (1612-1613)
Ko se je poljska okupacija Moskovskega kremlja leta 1612 končala, so se ohlapne poljske sile, ki so se borile pod vodstvom Lisowskega, razpršile po velikem ozemlju Ruskega carstva in izkoristile tako imenovano obdobje težav. Natančno kje je bil takrat Lisowski, ni znano. Verjetno je tudi on, skupaj s svojimi možmi, taval po severni Rusiji. 
Po ruskem zavzetju Moskve se je večina poljskih razbojnikov odpravila na območje Vologde. 22. septembra 1612 so mesto zavzeli, izropali in požgali razbojniki pod poveljstvom polkovnika Andrzeja Nalewajka, ki se je vrnil 13. decembra istega leta. 16. decembra so Poljaki požgali Spaso-Priluški samostan blizu Vologde. 
10. julija 1612 so Poljaki brez boja zavzeli Belozersk. Mesto je bilo izropano, njegov guverner pa je pobegnil v Kirilov in se skril v utrjenem Kirilo-Belozerskem samostanu. 20. avgusta so Poljaki prišli do samostana, vendar so ga začeli oblegati šele decembra 1612. Napadalcem, ki so šteli približno 3000 mož, brez topništva ni uspelo zavzeti samostana s kamnitim obzidjem. 
12.–15. decembra 1612 je enota Bobowskega trikrat poskušala zavzeti mesto Kargopol na levem bregu reke Onega. 25. januarja 1613 so Poljaki pod vodstvom Jakuba Jackija napadli mesto Veliki Ustjug, tudi oni brez uspeha. 
V iskanju hrane in plena so se razbojniki pomaknili naprej proti severu in prodrli vse do Jemetska na reki Jemci, Solvičegodska, Holmogorja in Arhangelska. Solvičegodsk so osvojili in izropali 22. januarja 1613. V mestu so ostali tri dni in se nato odpravili proti Jemecku, približno 150 kilometrov oddaljenemu od Arhangelska. Prebivalci, ki so se zavedali nevarnosti, so mesto uspeli utrditi in se oborožiti. "Litovci", kot so jih običajno imenovali, so poskušali napasti mesto s Severne Dvine, a so bili odbiti. Sledila je bitka, v kateri so branilci ujeli dva Rusa in ju poslali v Holmogor, kjer sta prebivalce opozorila na načrtovan napad. 
Približno 1200 razbojnikov pod poveljstvom Stanislawa Jasinskega se je pojavilo pri Holmogorju 6. decembra 1613. Ponovno jim ni uspelo zavzeti mesta in so se odločili, da se odpravijo proti Arkhangelsku, ki so ga neuspešno oblegali med 14. in 19. decembrom 1613. Jasinski in njegovi vojaki so nato odšli proti izlivu Severne Dvine in obali Belega morja. Tam so zavzeli Severodvinsk, požgali Nikolo-Korelski samostan in nato izropali lokalne vasi vse do Karelije. 

## Smrt Lisowskega in rojstvo lisovčikov
Po smrti Lisowskega so njegove čete dobile ime lisovčiki in za Ruse ostale največja grožnja. Leta 1616 so lisovčiki zavzeli Kursk, premagali ruske sile pri Bolhovu in leta 1617 pod poveljstva Stanisława Czaplińskega osvobodili Smolensk moskovskega obleganja. Ko je Czapliński umrl, so lisovčiki za novega poveljnika izvolil Valentina Rogowskega. 

## Vragi v Svetem rimskem cesarstvu
Leta 1619 je Sigismund III. Vasa poslal lisovčike, takrat nastanjene v okolici Kaunasa, na pomoč cesarju Svetega rimskega cesarstva Ferdinandu II. v boju proti protestantom v tridesetletni vojni. Pod poveljstvom Walentyja Rogowskega so novembra istega leta v bitki pri Zavadi in/ali bitki pri Humennéju premagali transilvanske sile pod vodstvom Jurija I. Rákóczija. Po zmagi so se kot neplačani vojaki ukvarjali s svojo tradicionalno obrtjo, plenili in "pobijali celo otroke in pse", kot so zapisali sodobni kronisti. Približno takrat so dobili nov vzdevek: jezdeci apokalipse. 
Lisovčiki so se nato razdelili: del se jih je skupaj z Rogowskim odločil vrniti na Poljsko in med potjo izropati Slovaško. Drugi, pod vodstvom Jarosza Kleczkowskega, so ostali v cesarjevi službi še naslednjih nekaj let. Po smrti Kleczkowskega 4. marca 1620 v bitki pri Kremsu je novi poveljnik lisovčikov postal Stanislav Rusinowski. Pod njegovim vodstvom so sodelovali v bitki na Beli gori 8. novembra 1620, kjer so zajeli dvajset praporov. 7. maja 1621 jim je cesar zaradi številnih pritožb nad njihovim vedenjem izplačal zaostale plače in jih odpustil iz službe. Nekateri so se vrnili na Poljsko, drugi pa so služili pod bavarskim volilnim knezom Maksimilijanom I.

## Vojna z Osmanskim cesarstvom
V vojni Republike obeh narodov z Osmanskim cesarstvom so lisovčiki v eni od zadnjih faz vojne poljskih magnatov v Moldaviji  sodelovali v bitki pri Cecori leta 1620 in bitki pri Hocimu (Hotinu) leta 1621.

## Epilog
Po razrešitvi poljskega spora z Osmanskim cesarstvom je bilo veliko lisovčikov, takrat pod poveljstvom Stanislava Stroynowskega, med tridesetletno vojno vzetih v nemško službo, večinoma v podporo rimskokatoliškemu cesarju proti njegovim protestantskim sovražnikom. Njihova nedisciplina in ropanje sta postala legendarna. Opustošili so bližnje nemške dežele Svetega rimskega cesarstva, zlasti Šlezijo. Lokalno prebivalstvo je pogosto verjelo, da ga napadajo tatarske horde ali neevropski barbari. Sčasoma, potem ko so Francozi zavrnili zaposlitev lisovčikov, so jih zavrnile tudi druge sprte strani. Stroynowski se je zato leta 1622 odločil uradno razpustiti enoto in se vrniti v Republiko obeh narodov. 
Razpuščeni lisovčiki so se izkazali za kugo, kamor koli so prišli. Glavnina njihovih članov je ustanovila razbojniške skupine, ki so plenile po Republiki obeh narodov in nemškem podeželju in požgale mesto Radomsko. Obsojali so jih tako plemstvo kot številni člani Sejma, lokalne vladne sile in milice pa so jih vedno bolj preganjale. Skupina Stroynowskega je bila uničena leta 1624, sam Stroynowski pa je bil dve leti kasneje usmrčen. 
Lisovčiki so zadnjič sodelovali v kakšni veliki vojni v poznih 20. letih 17. stoletja v poljskem konfliktu s Švedsko v Poljski Prusiji. Ti lisovčiki so bili dokončno razpuščeni z aktom Sejma leta 1636. 
Lisovčike so izven Republike obeh narodov tudi po uradni ukinitvi formacije spoštovali ali vsaj bali. Na Poljskem so bila njihova grozodejstva kmalu pozabljena. Pretehtali so njihovi podvigi v vlogi branilcev katoliške vere proti pravoslavju, protestantizmu in islamu so jih spremenili v legendo, ki živi še danes.